# إيتودروكسيزين
إيتودروكسيزين هو الجيل الأول من مضادات الهيستامين لمجموعة ثنائي فنيل مثيل بيبيرازين والتي تستخدم كدواء مهدئ أو منوم في أوروبا وجنوب إفريقيا.
وهو اسم المركب الدولي ولكنه غير مسجل دولياً (INN).

## المركب التفصيلي
C1CN(CCN1CCOCCOCCO)C(C2=CC=CC=C2)C3=CC=C(C=C3)Cl

## الأسماء التجارية
(Vesparax ، Drimyl ، Indunox ، Isonox)

## روابط خارجية
- المعهد الوطني للمعايير والتكنولوجيا.
- المكتبة العالمية للأدوية.